# Mügeln
Mügeln (hornolužickosrbsky Mohilno, česky též zastarale Mohelná) je  město v německé spolkové zemi Sasko. Leží v jihovýchodní části zemského okresu Severní Sasko a má přibližně 5 800 obyvatel.

## Poloha
Sousedními obcemi jsou Ožice (9 km) a Doblín (15 km). V minulosti byla obec Mohelná sídlem biskupa míšeňské diecéze, v 19. století byla napojena na úzkorozchodnou trať a zdejší nádraží kdysi patřilo mezi největší svého druhu v Evropě.

## Dějiny obce

### Název
Místní název Mügeln je odvozen od lužickosrbského mogyla, s významem náhrobek, či mohyla. Příponou -n- (Mogyl-n-) je pak vyjádřeno sídlo u nějakého náhrobku.
V průběhu staletí se měnil způsob psaní názvu, ale již od roku 1590 se ustálil současný název Mügeln: v roce 984 (1012/18) Mogelin(i) (Thietm. IV. 5.), 1003 (1012/18) Mogilina  (Thietm. V. 37.), 1161 Sifridus de Mugelin, 1185 Moglin, 1198 Mugelin, 1254 Mogelin, 1319 Mugelin, 1358 Mugelyn, 1551 Mogelln, 1555 Mögeln, 1590 Mügeln

#### První zmínka a rozvoj obce
První písemná zmínka o obci Mohelné pochází z roku 984, kdy vévoda a pozdější první polský král Boleslav Chrabrý nechal doprovázet Jindřicha II. Bavorského po přijetí se svou družinou přes nisanskou a daleminskou župu až do Mohelné. Okolní obce byly rovněž osídleny převážně slovanským obyvatelstvem.
Když roku 1003 Boleslav táhl přes město Střela a návrší Lommatzscher Pflege, která vyplenil a vypálil, stanul rovněž před branami Mohelné. Podle pověsti se měli místní občané vyhnout vypálení města pomocí lsti, když polskému králi slíbili věrnost a chtěli se sami sejít navečer před jeho táborem. Přesto Boleslav již nemohl svůj následný plán odplaty uskutečnit z důvodu stoupající hladiny Labe a se svým vojskem byl nucen odtáhnout. 17. června 1025 Boleslav zemřel.

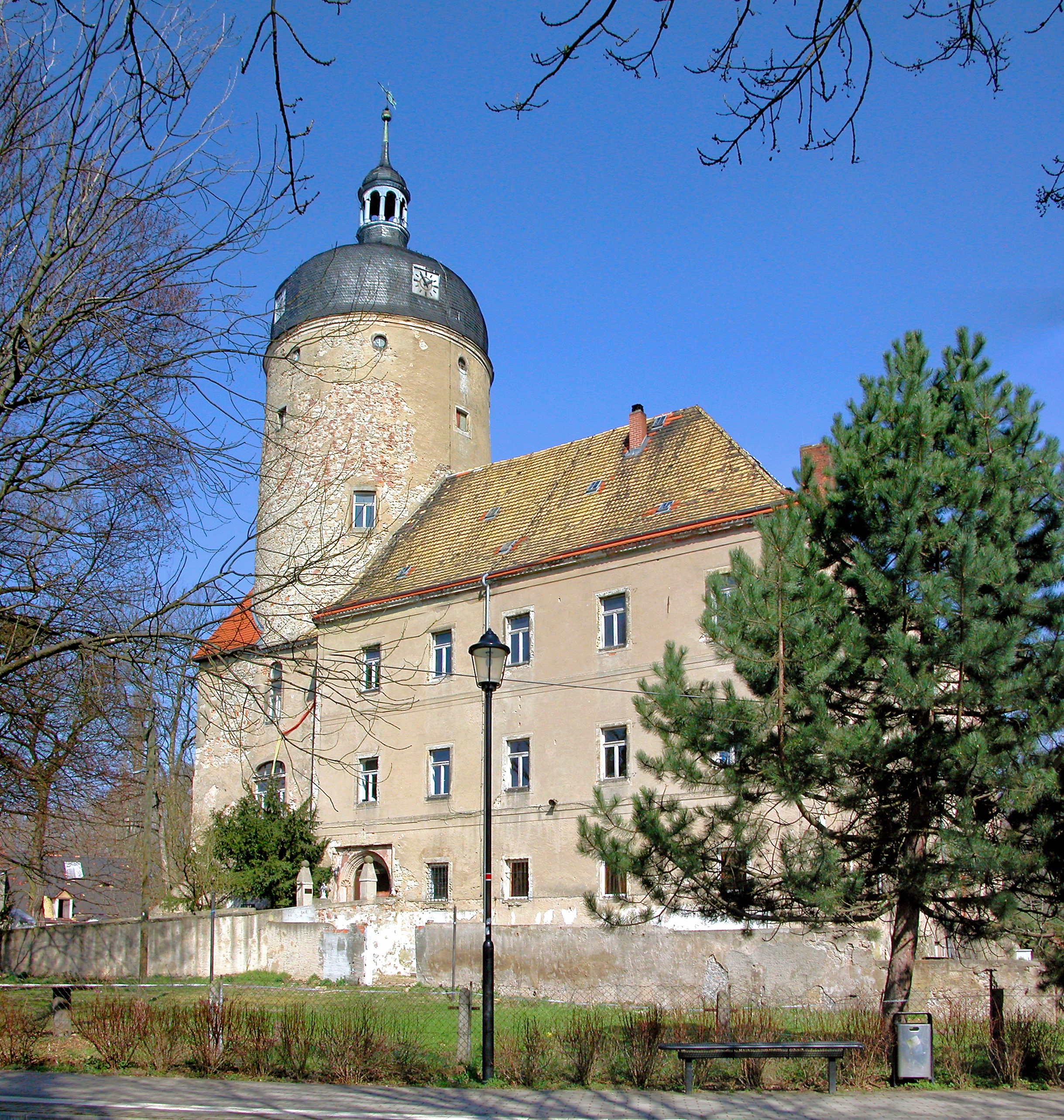
Zámek Ruhethal

Roku 1259 zemřel Sifridus de Mogelin, nejmocnější a nejbohatší místodržící Mohelné. Během svého úřadování vystavěl na zdejším návrší Festenberg hrad, dále kapli zvanou Uršula a roku 1241 založil ženský klášter beneditinek Marienthal in Sornzig. Roku 1261 byl postaven zámek Ruhethal. 26. března 1278 předal Albert, hrabě z Brehny v darovací listině město Mügeln pod jurisdikci míšeňského biskupa.
Kolem roku 1340 se v mohelenských kronikách objevují záznamy o Jindřichu Migelinovi (Heinrich von Mügeln), významném básníkovi, kronikáři, tvůrci bajek, milostných písní a kodifikátoru střední horní němčiny. Jako meistersinger byl činný u dvora u krále Jana Lucemburského a císaře Karla IV. (jako jeho osobní rádce pro státní záležitosti) v Praze a později v Uhrách u krále Ludvíka I. a ve Štýrsku u Rudolfa IV.
V roce 1429 byly části města zničeny husitskými výpady, při kterých české bojůvky vypálily a zpustošily i jiná města a obce v okolí. Těmto výbojům padlo za oběť mnoho místních obyvatel. Rozšířený názor, že Mohelnou husité zničili již roku 1428, má původ v celkově velmi nepřesném fiedlerovském pojetí, které však bylo pozdějšími výzkumy překonáno.